# Berliner Morgenpost
Deník Berliner Morgenpost vychází v Berlíně od roku 1898. Patří k nejznámějším publikacím nakladatelství Axel Springer SE. Vedle Berliner Zeitung patří s průměrně 460 000 čtenářů k nejčtenějším novinám města.

## Dějiny a profil
Deník Berliner Morgenpost byl založen Leopoldem Ullsteinem, zakladatelem nakladatelství Ullstein-Verlag. Roku 1959 byl převzat nakladatelstvím Axel Springer AG (tehdejší název). Berliner Morgenpost se prezentuje jako konzervativní deník.
Mimo obvyklého zpravodajství má tento deník i velmi obšírnou lokální část včetně inzerátů prodeje a koupě nemovitostí a pracovních míst (v obou oborech největší v Berlíně).

## Základní údaje
- první vydání: 20. září 1898
- vydavatel:
- nakladatelství: Axel Springer SE
- hlavní místo vydání: Berlín
- náklad: 150 000 prodaných výtisků (údaje pro rok 2006)[2]
- hlavní redaktor: Carsten Erdmann (2007)
- vychází: denně
- ISSN: